# المندورف (تگزاس)
المندورف، تگزاس (به انگلیسی: Elmendorf, Texas) یک شهر در ایالات متحده آمریکا با جمعیت ۶۶۴ نفر است که در تگزاس واقع شده‌است.